# 鉄道公園
鉄道公園（てつどうこうえん）とは、公園施設のうち、鉄道との関連付けを行った設備内容を持つ公園のことである。
大きく分けて、自治体が運営するものと鉄道事業者が運営するものの2種類がある。

## 自治体運営の鉄道公園

### 建設目的・運営方式など
ほとんどの鉄道公園は市町村で運営しており、法的には通常の都市公園と変わりはない。過去に鉄道が通っていた、あるいは過去に重要な鉄道施設を擁していた例が多い。

### 内容
用地は、その自治体にあった駅の敷地を転用する場合が多い。かつての構内線路やプラットホーム、駅名標などの駅設備の一部が残されて整備されるという形態のものが多いが、中にはその路線と全く無関係な廃品の設備品や車両部品を設置し「鉄道」のイメージを演出させているものもある。
また、その路線にゆかりのある鉄道車両が保存・展示されているものもある。中には宮城県栗原市(若柳駅跡地)のように、動態保存を行うところもある。

## 鉄道事業者運営の鉄道公園
鉄道事業者が整備している鉄道公園は上記と性格が異なり、過去において使われた歴史的価値のある鉄道車両・鉄道施設などを保存・展示公開し、公園としての形態をなす形で整備している施設のことである。代表的な施設としては青梅鉄道公園や秩父鉄道車両公園（現：SL転車台公園）などがある。
これは鉄道保存展示施設の一種といえるが、鉄道車両の保存展示を主体としつつ、公園としての性質を兼ね備えた施設である。そのため、「鉄道博物館」とは位置づけが異なる。